# White Rabbit (album)
White Rabbit – minialbum norweskiego zespołu metalowego In the Woods..., wydany w 1996 roku. 
Album był wydany na 7 calowej płycie winylowej. Zawiera nową wersję utworu Mourning the Death of Aase z albumu Heart of the Ages oraz przeróbkę utworu White Rabbit z repertuaru grupy Jefferson Airplane.

## Lista utworów
1. "White Rabbit" - 3:33
2. "Mourning the Death of Aase" - 5:34

## Twórcy
- Christian Botteri - gitara basowa, śpiew
- Christopher Botteri - gitara
- Bjørn Harstad - gitara
- Anders Kobro - perkusja
- Oddvar Moi - gitara
- Jan Kennet Transeth - śpiew
- Synne Larsen - śpiew (sopran)